# Collegio di Neath and Swansea East
Neath and Swansea East è un collegio elettorale gallese, rappresentato alla Camera dei Comuni del Parlamento del Regno Unito. Elegge un membro del Parlamento con il sistema first-past-the-post, ossia maggioritario a turno unico; l'attuale parlamentare è Carolyn Harris del Partito Laburista, che rappresenta il collegio dal 2024.

## Estensione
Il collegio è costituito da ward di Neath e Swansea.

## Membri del parlamento
| Elezione | Elezione | Deputato       | Partito   |
| -------- | -------- | -------------- | --------- |
|          | 2024     | Carolyn Harris | Laburista |

## Risultati elettorali

### Elezioni negli anni 2020
| Partito                    | Partito                                      | Candidato                  | Risultati 4 luglio 2024 | Risultati 4 luglio 2024 |
| Partito                    | Partito                                      | Candidato                  | Voti                    | %                       |
| -------------------------- | -------------------------------------------- | -------------------------- | ----------------------- | ----------------------- |
|                            | Laburista                                    | Carolyn Harris             | 16 797                  | 41,85                   |
|                            | Reform UK                                    | Dai Richards               | 10 170                  | 25,34                   |
|                            | Plaid Cymru                                  | Andrew Jenkins             | 5 350                   | 13,33                   |
|                            | Conservatore                                 | Samantha Nida Chohan       | 3 765                   | 9,38                    |
|                            | Lib Dem                                      | Helen Ceri Clarke          | 2 344                   | 5,84                    |
|                            | Verde                                        | Jan Dowden                 | 1 711                   | 4,26                    |
|                            |                                              |                            |                         |                         |
| Iscritti                   | Iscritti                                     | Iscritti                   | 76 291                  | 100,00                  |
| ↳ Votanti (% su iscritti)  | ↳ Votanti (% su iscritti)                    | ↳ Votanti (% su iscritti)  | 40 137                  | 52,61                   |
| ↳ Astenuti (% su iscritti) | ↳ Astenuti (% su iscritti)                   | ↳ Astenuti (% su iscritti) | 36 154                  | 47,39                   |
|                            |                                              |                            |                         |                         |
|                            | Esito: collegio a Laburista (nuovo collegio) |                            |                         |                         |